# Margahayu (Manonjaya)
Margahayu is een bestuurslaag in het regentschap Tasikmalaya van de provincie West-Java, Indonesië. Margahayu telt 3765 inwoners (volkstelling 2010).